# Goudi (Côte d'Ivoire)
Pour les articles homonymes, voir Goudi.
Goudi  est une localité du sud de la Côte d'Ivoire, et appartenant au département de Divo, Région du Sud-Bandama. La localité de Goudi est un chef-lieu de commune.